# Chano Lobato
Chano Lobato (Juan Miguel Ramírez Sarabia: Cádiz, 7 de diciembre de 1927 - Sevilla, 5 de abril de 2009) fue un cantaor español de flamenco.

## Biografía
Nacido en el Barrio de Santa María, se inició en los tablaos de su ciudad natal, en la Venta La Palma, junto a Aurelio Sellés, Servando Roa y Antonio El Herrero. Después se desplazó a Madrid, y gracias a Pepe Blanco debutó profesionalmente y pasó a ser parte del ballet de Alejandro Vega. 
Durante veinte años cantó como "cantaor de atrás" con Antonio "El Bailarín", y actuó por todo el mundo junto a Manuel Morao o El Serna. Después cantó para bailaoras como Matilde Coral, su mujer Rosario la Chana, Carmen Amaya, Manuela Vargas. En 1974 obtuvo el premio Enrique el Mellizo en el Concurso Nacional de Córdoba (España). 
Chano Lobato destacaba principalmente en soleás, bulerías y alegrías, también en tangos, aunque su cante fuera de la siguiriya a la malagueña, de las cantiñas a los soleares, de las tonás y los martinetes a la farruca y el garrotín o los cantes de ida y vuelta.

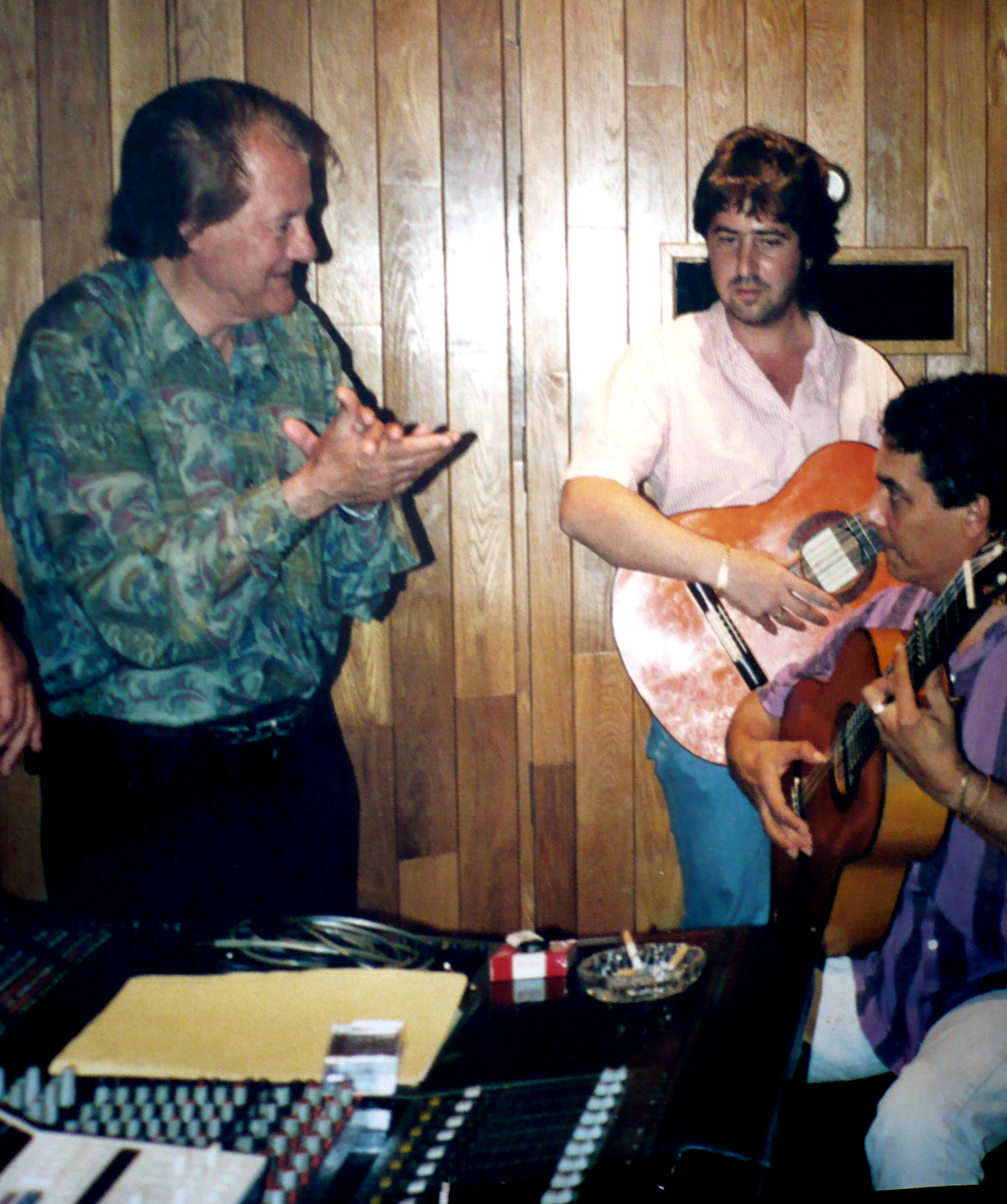
Ch. Lobato, Rogelio Conesa y Quique Paredes durante la grabación de un disco.

## Distinciones honoríficas
- Hijo Predilecto de la provincia de Cádiz (2000)[2]